# 红胡子埃里克

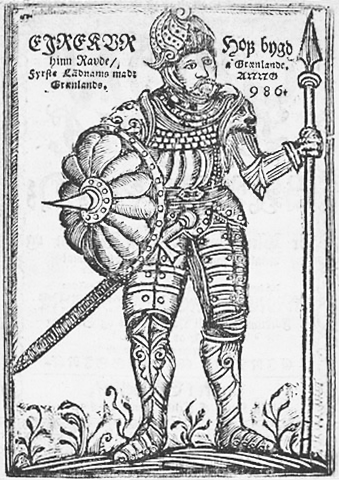
紅鬍子埃里克

红胡子埃里克（950年—1003年），也称“红发埃里克”，諾斯探险家，格陵兰的开发者。
埃里克出生于挪威罗加兰（Rogaland），其父名为，“红胡子”是其绰号，传说中曾到达北美洲的文蘭的莱弗·艾瑞克森是其子。
根据北欧史诗萨迦记载，红胡子埃里克因为犯谋杀罪而从冰岛流亡至格陵兰。
埃里克一家及其奴隶向西北航行，以探寻传说存在在那裡的陆地，当他在岛上定居下来后，便给该岛取名格陵兰（意即“绿色的土地”），以吸引更多的移民。（至少该岛南端的峡湾还是多草的）
他的这一妙计果然成功，最終有約4000名北欧移民移入，並和當地原居民多尔塞特人和睦相处。

## 相關創作
- 《海盜戰記》：設定為雷夫的父親，但沒有出現。
- 《棕色塵埃》：設定為傳說級傭兵，六魔星之一。